# Irénée-Yves Dessolle

Irénée-Yves baron Dessolle (Auch 19 mei 1744 - Chambéry 30 december 1824) was een Frans en Italiaans prelaat uit de 19e eeuw. Hij was bisschop van Chambéry onder Frans bestuur en de eerste aartsbisschop van Chambéry, onder Italiaans bestuur.

## Auch
Dessolle begon zijn kerkelijke carrière als kanunnik in het aartsbisdom Auch. Na de Franse Revolutie was hij in Parijs afgevaardigde in de Nationale Grondwetgevende Vergadering, namens het aartsbisdom Auch. Door het toenemende antiklerikaal geweld in Parijs vluchtte hij naar Brabant. Na het concordaat van 1801 keerde hij terug naar Parijs.

## Digne
Hij werd tot bisschop van Digne gewijd, met goedkeuring van paus Pius VII. Dessolle was er bisschop van 1802 tot 1805.

## Chambéry
In 1805 werd hij tot bisschop in het Franse Chambéry benoemd. Paus Pius VII wou de voorganger, een Frans revolutionair bisschop, weg. Het is mogelijk dat de steun van zijn neef, generaal Dessolles, beslissend was in de benoeming in Chambéry. Na het Congres van Wenen kwam Chambéry en de hele Savoye terug in handen van het koninkrijk Piemonte-Sardinië. Chambéry werd dus terug Italiaans en van Dessolle werd verwacht dat hij de kerk zou heropbouwen tijdens de Restoratieperiode van de koningen van Piemonte-Sardinië. Pius VII beloonde Dessolle met een bevordering van bisschop tot aartsbisschop van Chambéry. Dessolle trad af in 1823 toen bleek dat de bisdommen Tarentaise en Maurienne zich van hem afscheurden (wat in 1825 ook zou gebeuren). Hij stierf in Chambéry in 1824.
- Bibliothèque nationale de France: cb14405653v (data)
- International Standard Name Identifier: 0000 0003 5753 1841
- Système universitaire de documentation: 135364892
- Virtual International Authority File: 200118313